# دارن دیویس (بازیکن فوتبال)
دارن دیویس (انگلیسی: Darren Davis؛ زادهٔ ۵ فوریهٔ ۱۹۶۷) بازیکن فوتبال اهل بریتانیا است.
از باشگاه‌هایی که در آن بازی کرده‌است می‌توان به باشگاه فوتبال هاکنال تاون، باشگاه فوتبال لینکولن سیتی، باشگاه فوتبال بوستون یونایتد، باشگاه فوتبال گرنثم تاون، و باشگاه فوتبال نوتس کانتی اشاره کرد.